# Kit di pronto soccorso

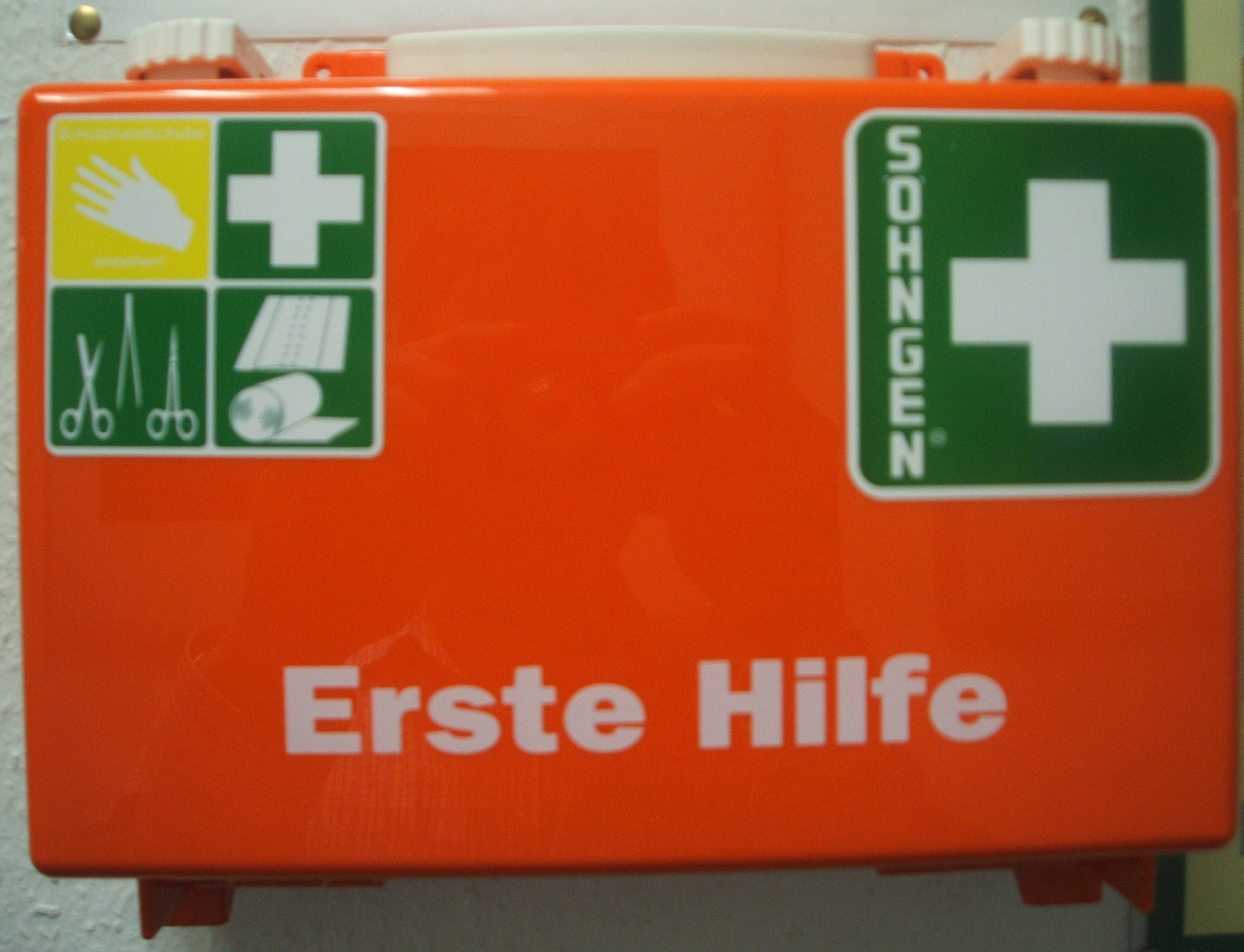
Una valigetta contenente un kit di primo soccorso appesa al muro, con simboli che ne illustrano i contenuti principali

Il kit di pronto soccorso, cassetta di pronto soccorso, cassetta del pronto soccorso, equipaggiamento di pronto soccorso o kit medico è una raccolta di materiali necessari per un primo sommario trattamento di un infortunato, detto primo soccorso. Un minimo di attrezzatura per il primo soccorso è indispensabile in casa, in garage, nell'automobile, sul lavoro e dovunque si svolge un'attività anche solo saltuariamente; negli ambienti sportivi e di lavoro, le dotazioni sono regolate da precise normative.

## Caratteristiche
L'attrezzatura inclusa nel kit di pronto soccorso è varia e dipende dal tipo di rischio prevalente, dal numero di persone presenti e dal tipo di soccorso che può essere necessario prestare. Per esempio, in un miniappartamento in zona sciistica è opportuno che vi siano stecche e materiale per immobilizzare un arto fratturato, in presenza di bambini sono utili cerotti di ogni dimensione, ecc...
Ognuno può personalizzare a proprio piacimento il proprio kit, a meno che esso non debba seguire precise normative (per esempio i kit per veicoli obbligatori in certe nazioni). Esistono in commercio dei kit già pronti all'uso, contenenti il necessario per le occasioni previste.
Se si tengono medicinali, aghi o altri oggetti pericolosi, è opportuno limitare l'accesso al kit (chiudendolo a chiave se possibile) per evitare incidenti ai bambini; tali tutele non devono però intralciare eccessivamente l'accesso, poiché in momenti d'emergenza dev'essere comunque fruibile
I medicinali hanno una validità limitata, così come la garanzia di sterilità di garze o altro: questi materiali vanno sostituiti entro la data di scadenza.

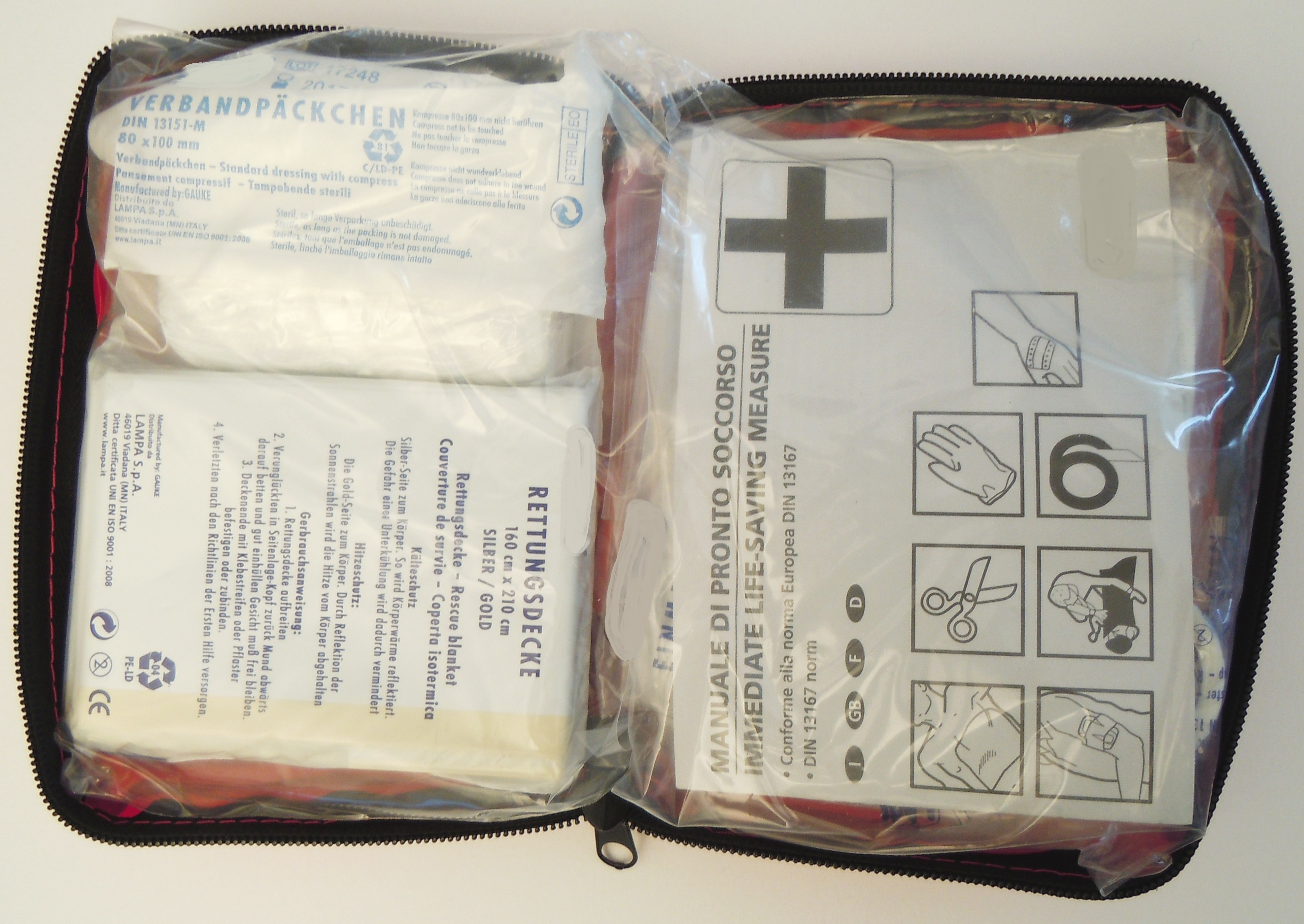
Kit aperto
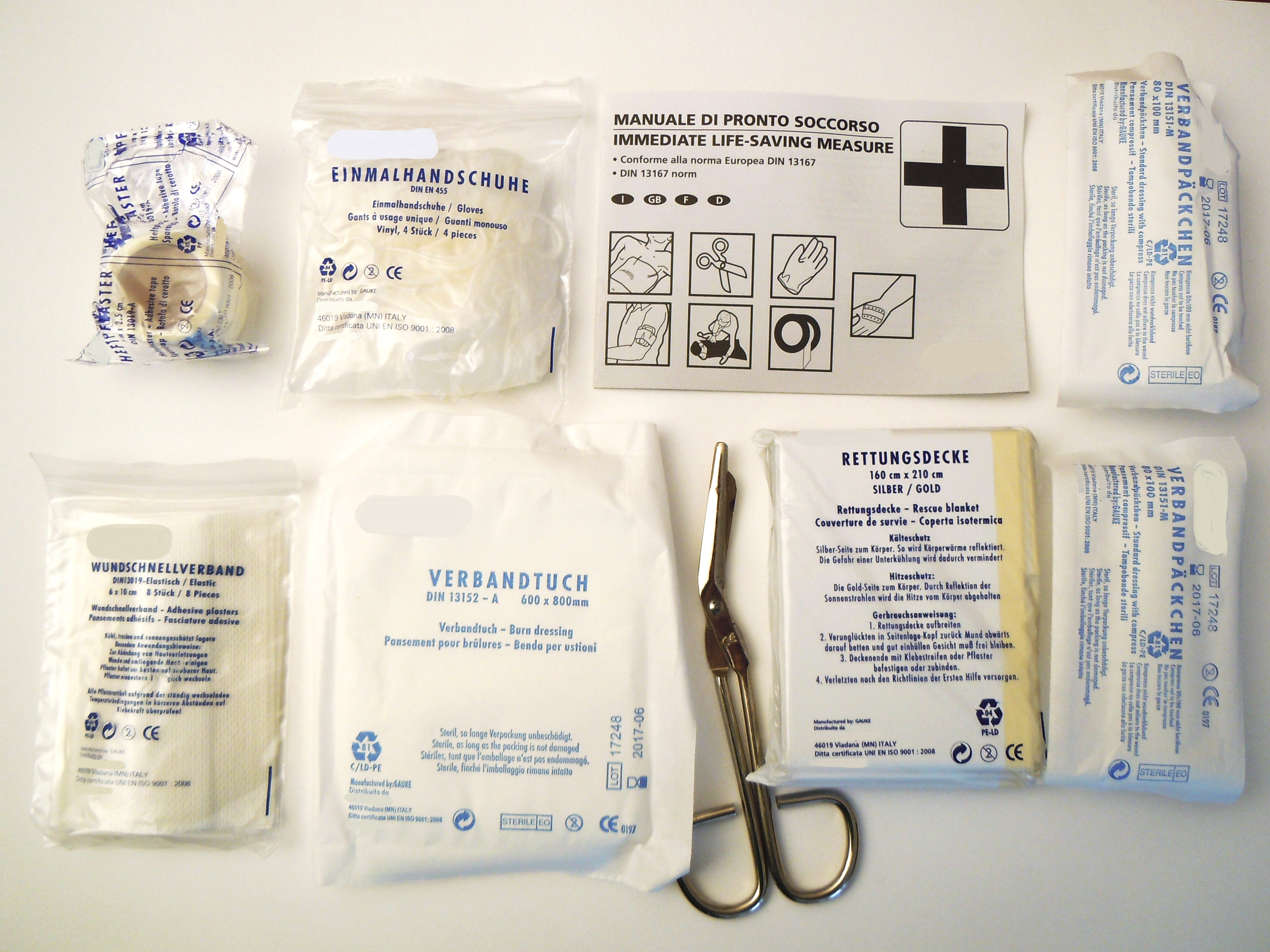
Contenuto di un kit conforme alla DIN 13167

## Tipologie di contenitore

### Sacchetta o zaino
È il tipo più pratico da portare con sé in quanto, generalmente, si tratta di sacchette di piccole o medie dimensioni; i tipi più diffusi sono infatti dedicati a cicli, motocicli, autovetture ed escursionisti.
Per quanto riguarda, per esempio, i cicli e motocicli, il contenuto è più ricco di garze di grandi dimensioni, presumendo che un motociclista possa subire più danni da sfregamento rispetto ad un automobilista.
Generalmente questo tipo kit è riconoscibile perché è contenuto in un involucro rosso, meno spesso verde.

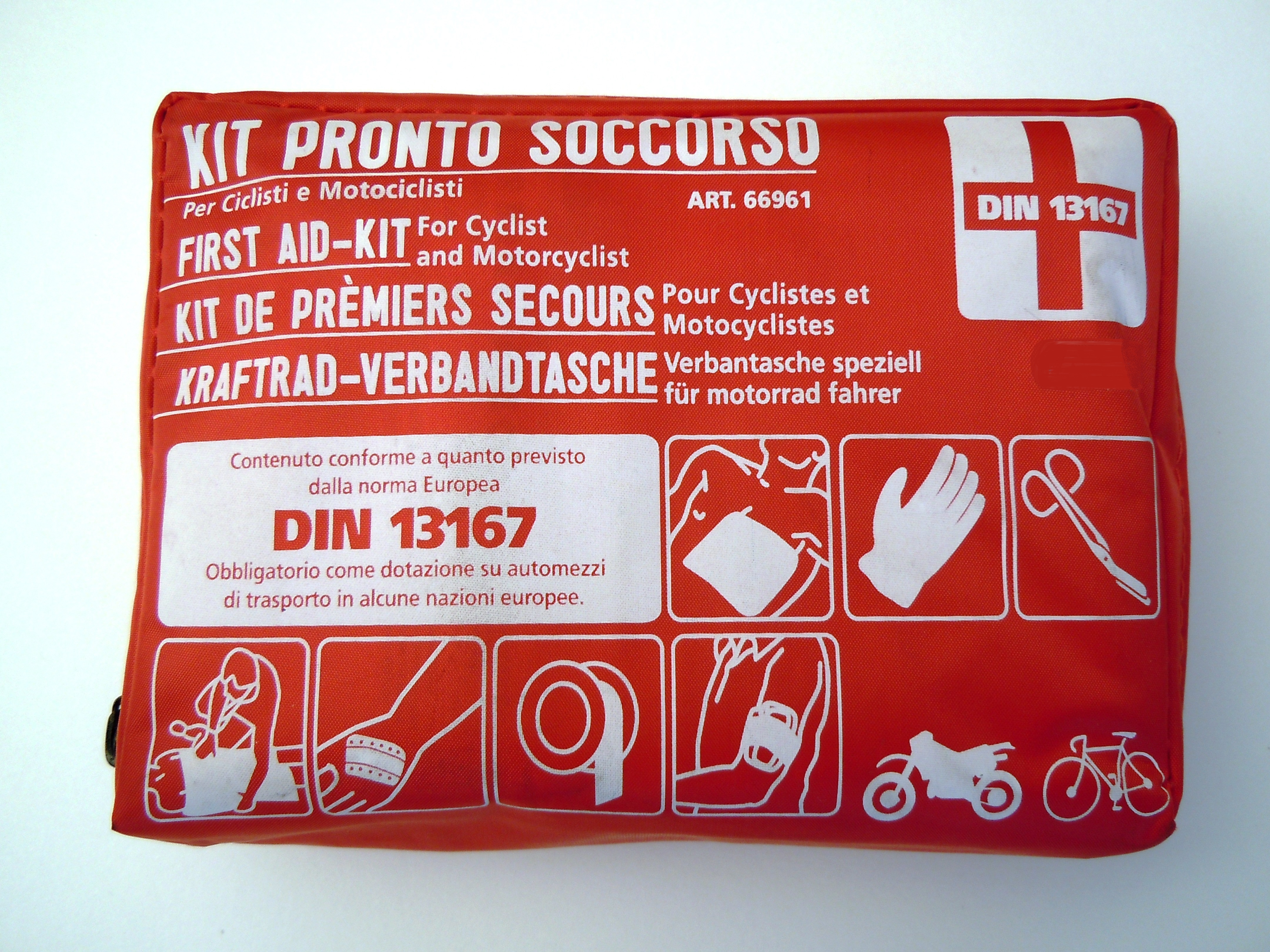
Kit per cicli e motocicli conforme alla normativa DIN 13167
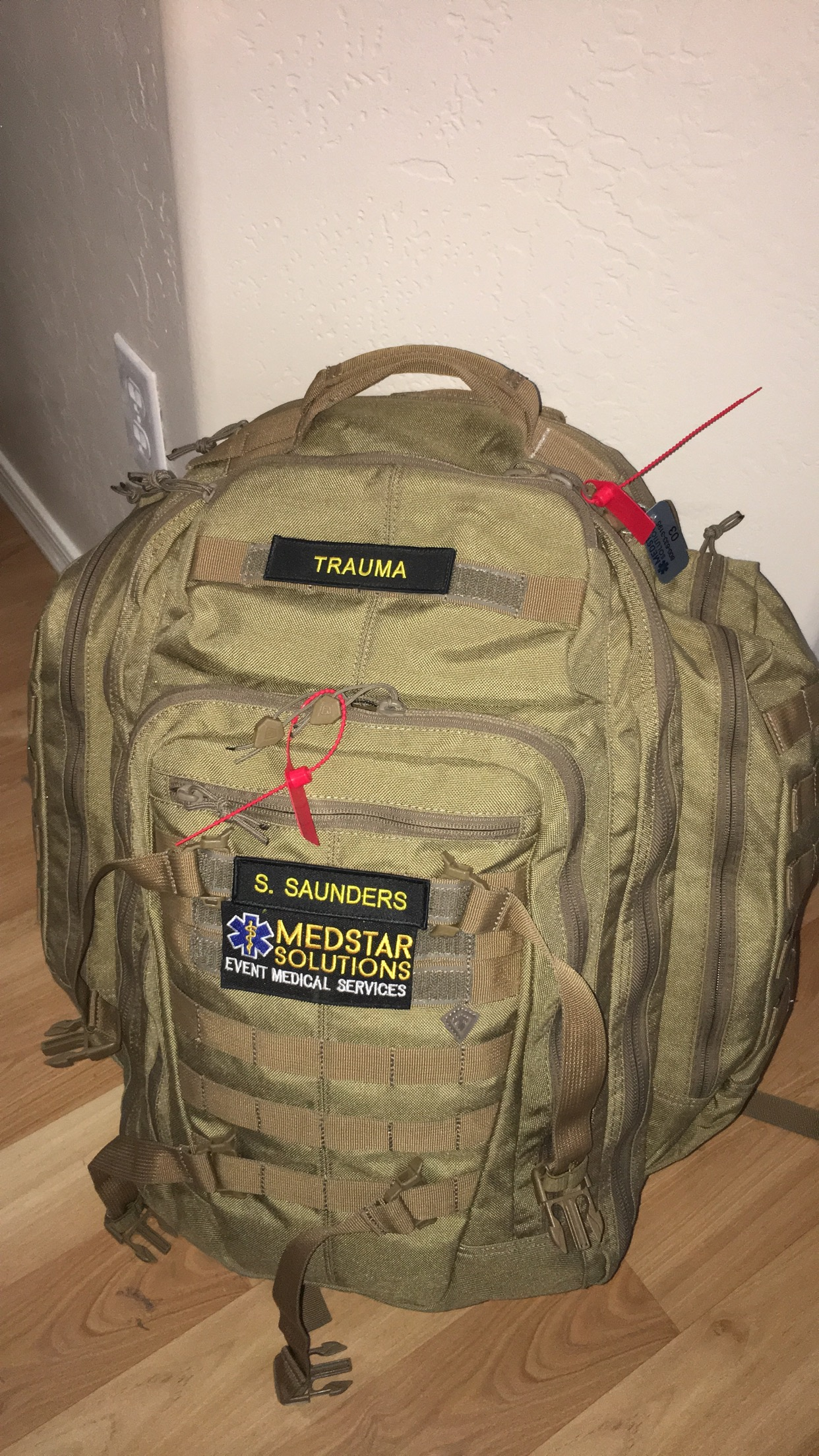
Zaino per il pronto soccorso

### Cassetta o valigetta
In questo caso il materiale è raccolto in una cassetta rigida portatile, spesso di plastica o metallo, talvolta provvista di maniglia per un trasporto più agevole.
Generalmente questo tipo di kit è contenuto in cassette di colore arancione, più difficilmente di colore rosso e sporadicamente di colore bianco.

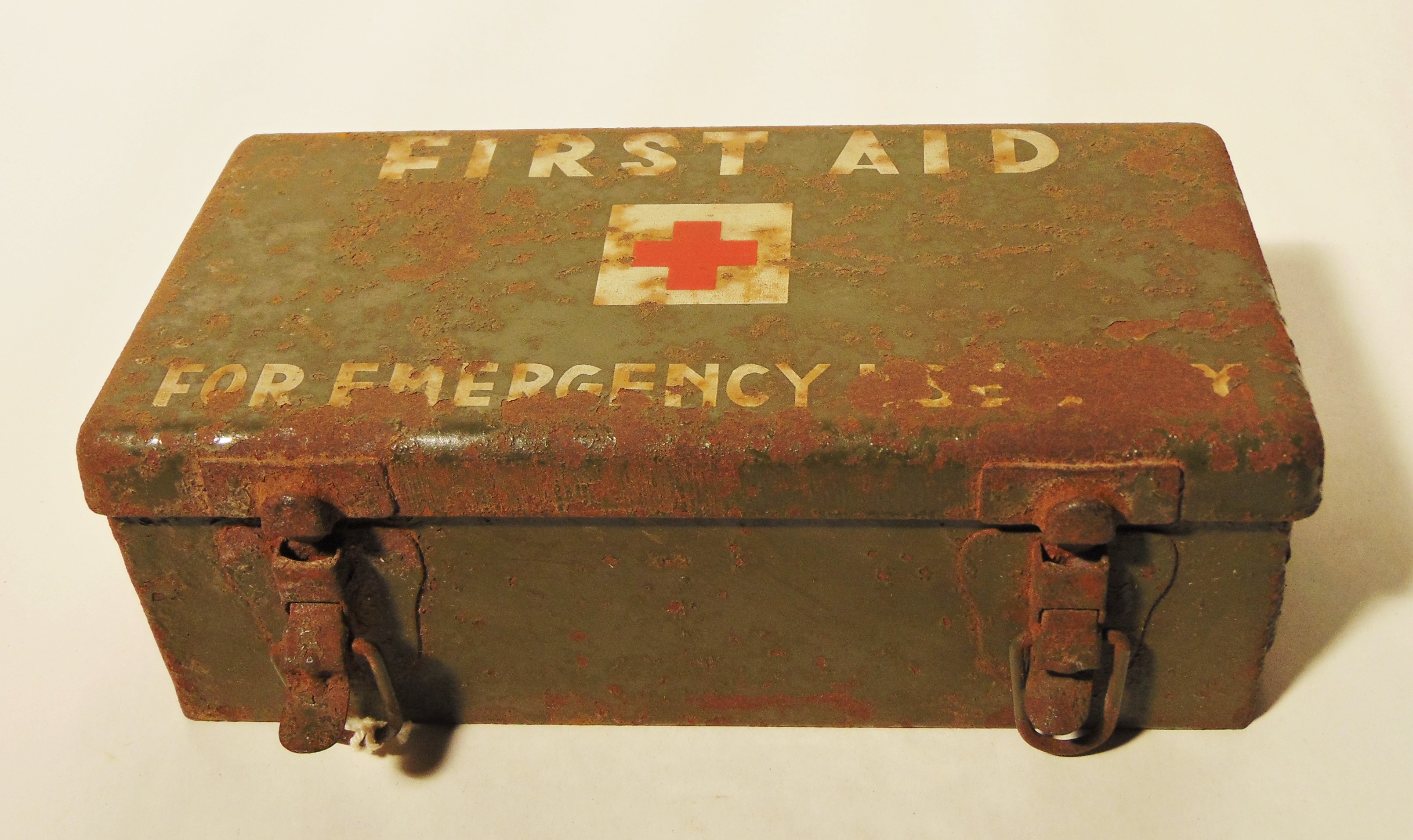
Valigetta di pronto soccorso della Croce rossa
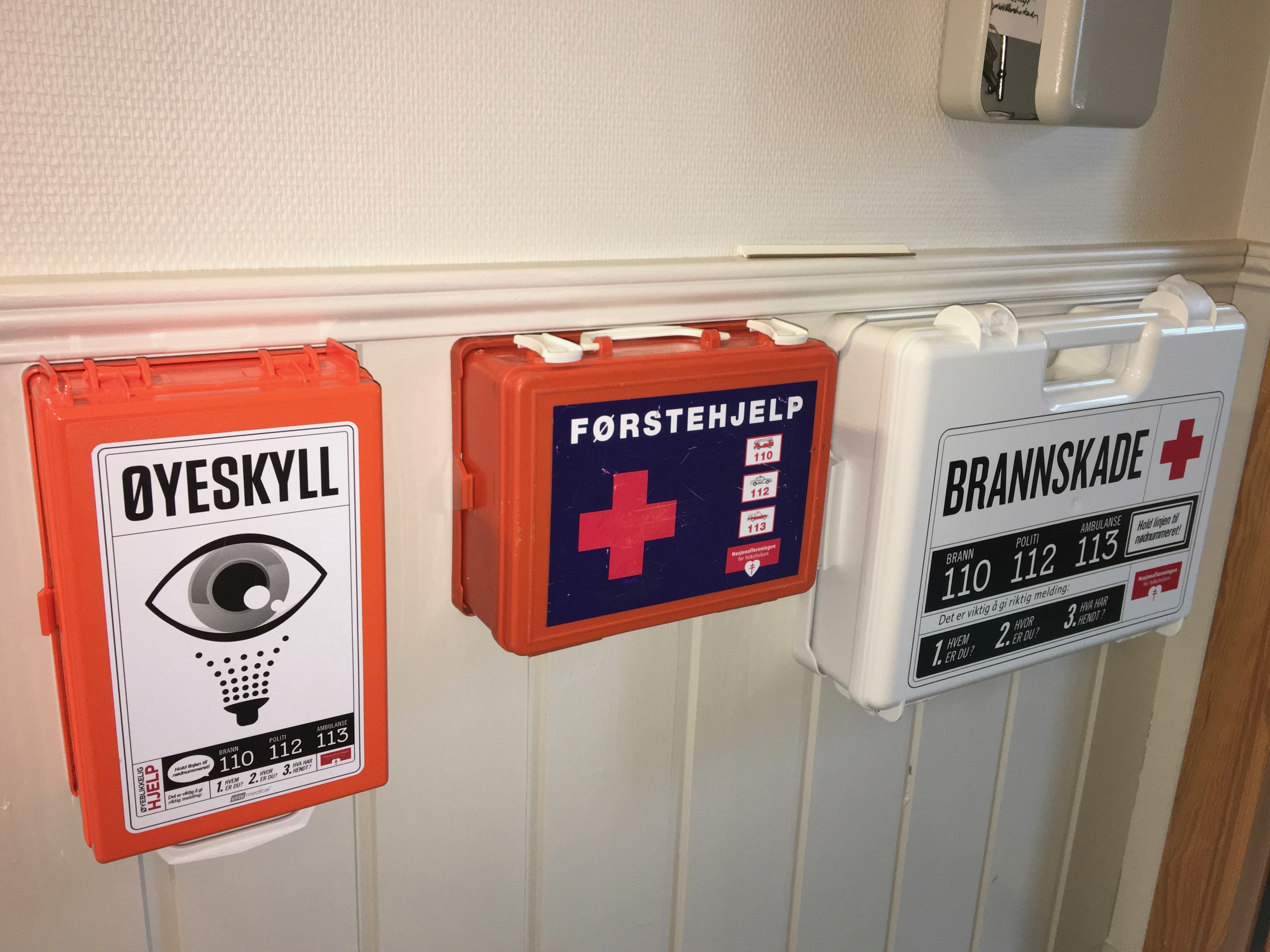
Cassette di pronto soccorso in una scuola primaria (Norvegia)
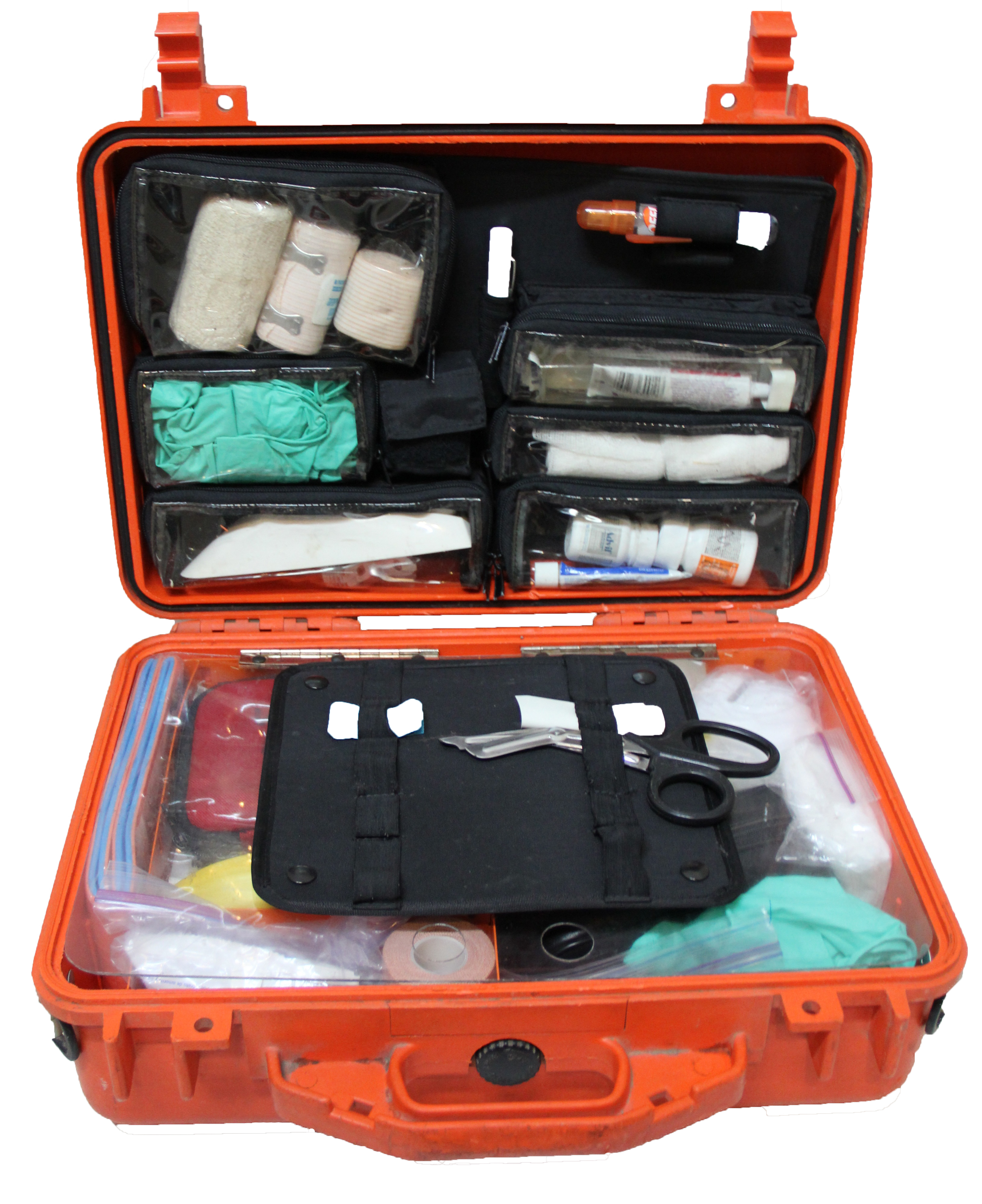
Valigetta di primo soccorso aperta

### Stipetto

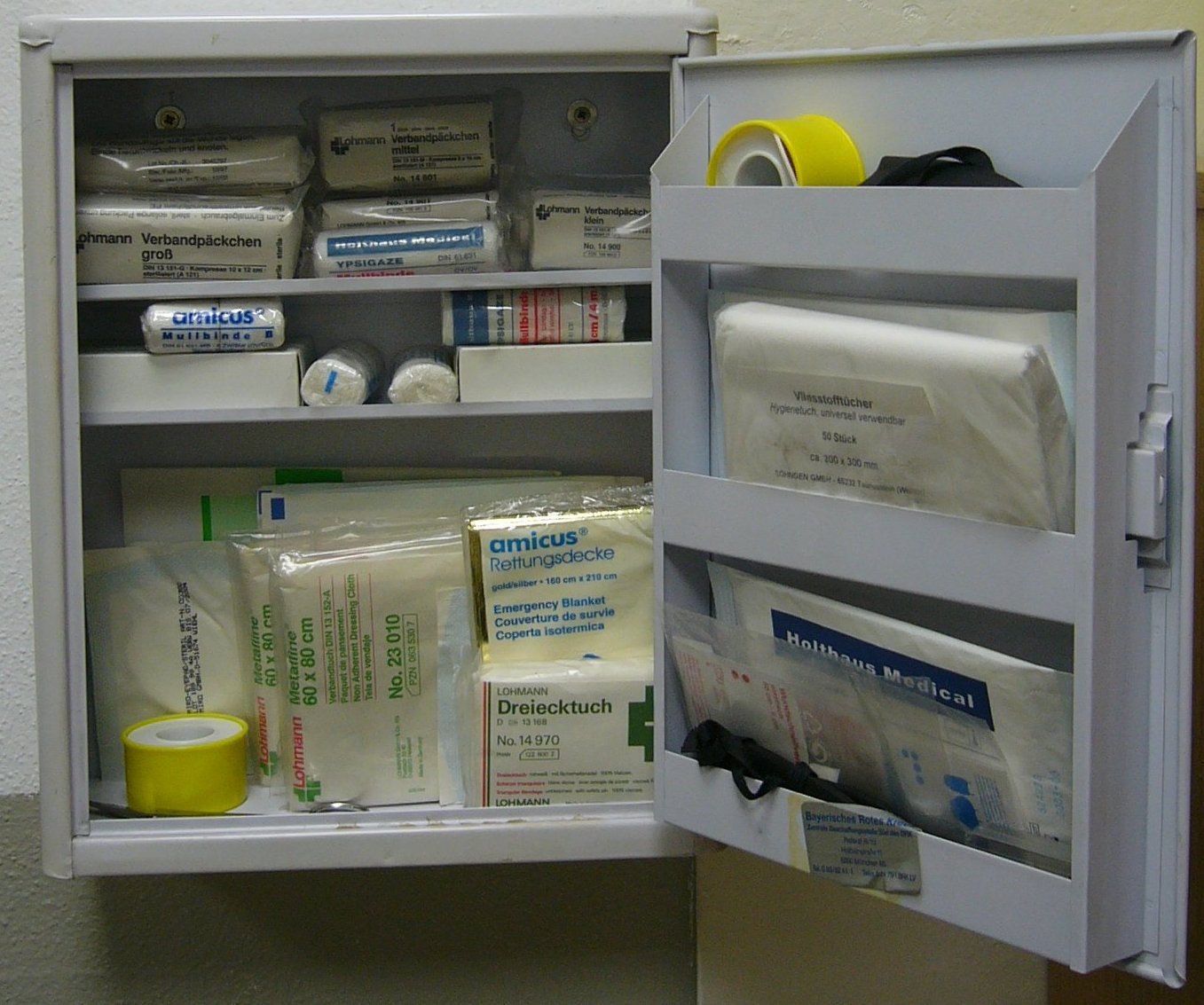
Stipetto di primo soccorso aperto

È il tipo più diffuso nei luoghi di lavoro. Si tratta di un armadietto fissato al muro o appoggiato a terra, se di grandi dimensioni, che può avere una capacità contenitiva notevolmente superiore ai due tipi precedenti, in quanto essendo fisso non ha limiti di dimensione o di peso per la trasportabilità. La caratteristica di essere fisso è tuttavia uno svantaggio, in quanto impone il trasporto fino ad esso del ferito o il trasporto dell'occorrente fino a destinazione.
Generalmente questa tipologia di contenitore è di colore bianco.

## Riconoscibilità
La posizione dei kit di primo soccorso è individuabile seguendo questi simboli:

Simbolo ISO 7010 E003
Variante del simbolo ISO con i colori invertiti
Simbolo internazionale di soccorso
Simbolo della Croce Rossa

Tipicamente il simbolo ISO è più utilizzato in Unione europea, mentre negli Stati Uniti d'America è comune il simbolo internazionale di soccorso.
Nonostante il simbolo della Croce Rossa sia vietato in base alla convenzione di Ginevra, il simbolo è un marchio registrato dalla Johnson & Johnson.
Inoltre tutti i recenti kit in commercio, per uso civile, hanno un contenitore colorato in maniera da poterlo individuare ancora più facilmente.

## Legislazione

### A bordo di veicoli
È obbligatorio portare con sé un kit di pronto soccorso omologato per cicli e motocicli (normativa DIN 13167) ed autovetture (normativa DIN 13164) quando si circola sulle strade delle seguenti nazioni dell'Unione europea: Austria; Bulgaria; Croazia; Estonia; Germania; Grecia; Lettonia; Lituania; Polonia; Portogallo; Repubblica Ceca; Slovenia; Spagna; Ungheria.
Nei paesi europei non appartenenti alla UE è obbligatorio in Bielorussia; Moldavia; Svizzera; Turchia europea; Ucraina.

### In Italia

#### Nei luoghi di lavoro
La disponibilità di cassette di pronto soccorso sul luogo di lavoro è regolamentata dal decreto del Ministero della Salute 15 luglio 2003 n. 388.
In particolare esso prevede che:
- La cassetta deve essere facilmente accessibile e ben segnalata; il contenuto può variare a seconda dei rischi presenti nello specifico luogo di lavoro e deve esserne sempre assicurata "la completezza ed il corretto stato d'uso"[9] del materiale contenuto;
- Nel caso si lavori in luoghi isolati, lontani dalla sede in cui fisicamente si trova l'azienda, è d'obbligo per il datore di lavoro fornire anche "un mezzo di comunicazione idoneo per raccordarsi con l'azienda"[9] che renda possibile contattare rapidamente i soccorsi.

L'articolo 4, paragrafo 2, del D.M. in questione fa specifico riferimento alla necessità di tenere in efficienza la cassetta di pronto soccorso. Purtroppo, la maggior parte dei riscontri nelle aziende in Italia, fanno rilevare un atteggiamento negativo nei confronti di tali problematiche. Il mantenimento in efficienza dei presidi medici delle cassette di primo soccorso, spesso, viene considerato come un solo costo aziendale.
Il possesso e il mantenimento della dotazione della cassetta nelle aziende fanno parte delle
responsabilità del datore di lavoro.

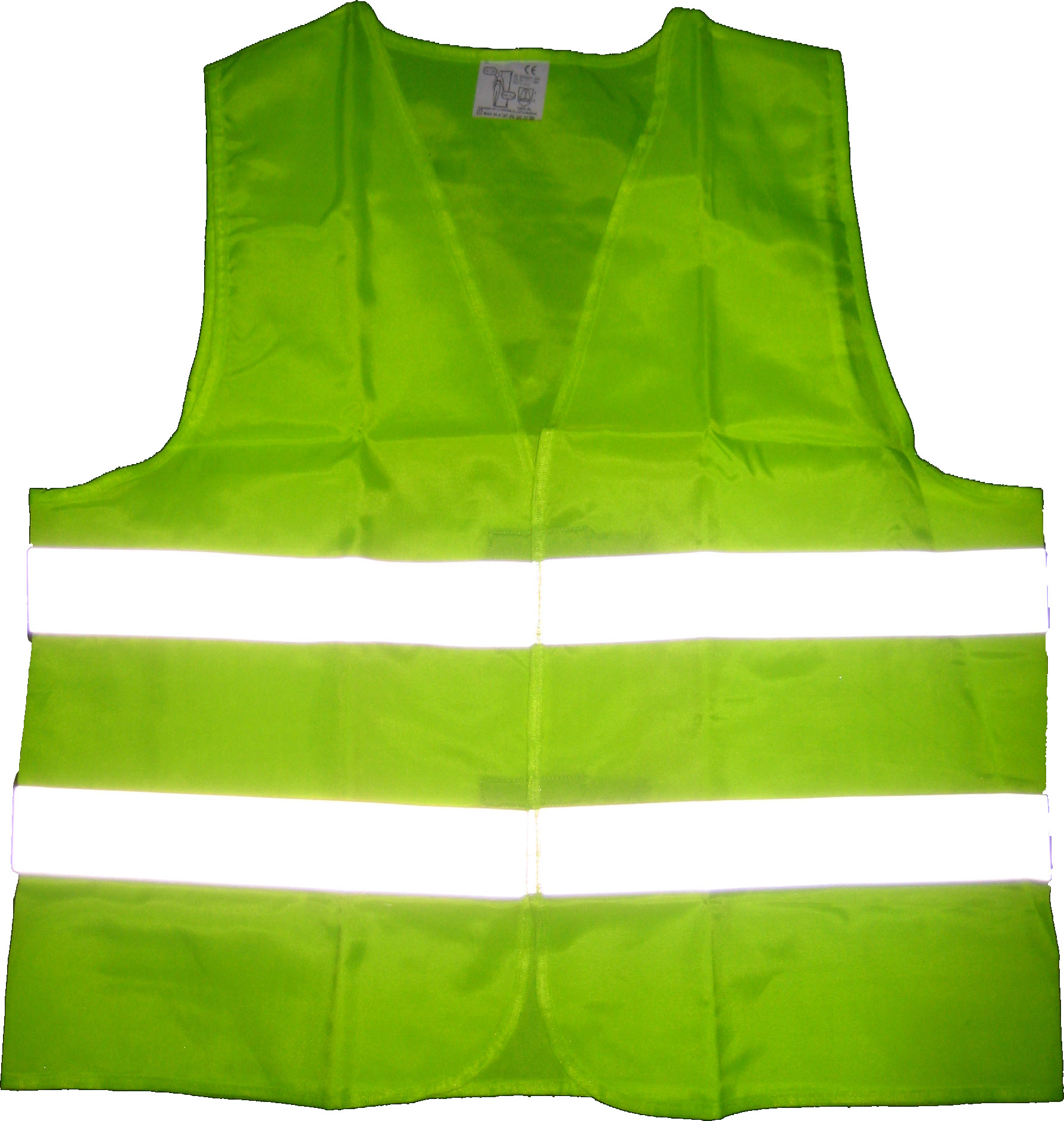
Gilet ad alta visibilità.

Il Decreto Ministeriale 388/2003 regolamenta cosa è necessario fare all'interno delle aziende per la tutela della salute dei lavoratori.
La legge prevede una classificazione delle aziende in base ai rischi, assegnando in base alla classe l'obbligo di un minimo di ore di formazione relativa al primo soccorso e il possesso di una dotazione minima (artt. 2 e 4 del D.M. 388/2003), prevista in due differenti tipologie, indicate rispettivamente con i nomi di “Allegato 1” (per aziende con tre o più persone) e di “Allegato 2” (per aziende fino a due persone e per gli automezzi aziendali). I nomi “Allegato 1 base” e “Allegato 2 base” indicano le dotazioni minime. Le dotazioni minime, utili trasversalmente ad ogni tipologia di azienda, devono obbligatoriamente essere integrate (artt. 2 e 4 del D.M. 388/2003) in relazione ai potenziali rischi e pericoli di ogni singola realtà aziendale individuati dal Datore di Lavoro, sentito il medico competente (ove previsto) o professionisti sanitari specializzati nell'area sicurezza e medicina del lavoro.

#### A bordo di veicoli
Il Decreto Ministeriale 388/2003 trattando nello specifico di "aziende o unità produttive", prescrive per gli automezzi aziendali, in quanto luogo di lavoro, l'obbligo della cassetta di primo soccorso o del pacchetto di medicazione sul mezzo. In base all'attività svolta e dall'esito della valutazione dei rischi il datore di lavoro può, in ogni caso, ritenerne necessaria l'adozione.
Nell'autovettura esistono delle dotazioni inerenti alla sicurezza che sono già obbligatorie, quali il triangolo di segnalazione catarifrangente e il gilet ad alta visibilità con bande riflettenti.

## Galleria d'immagini

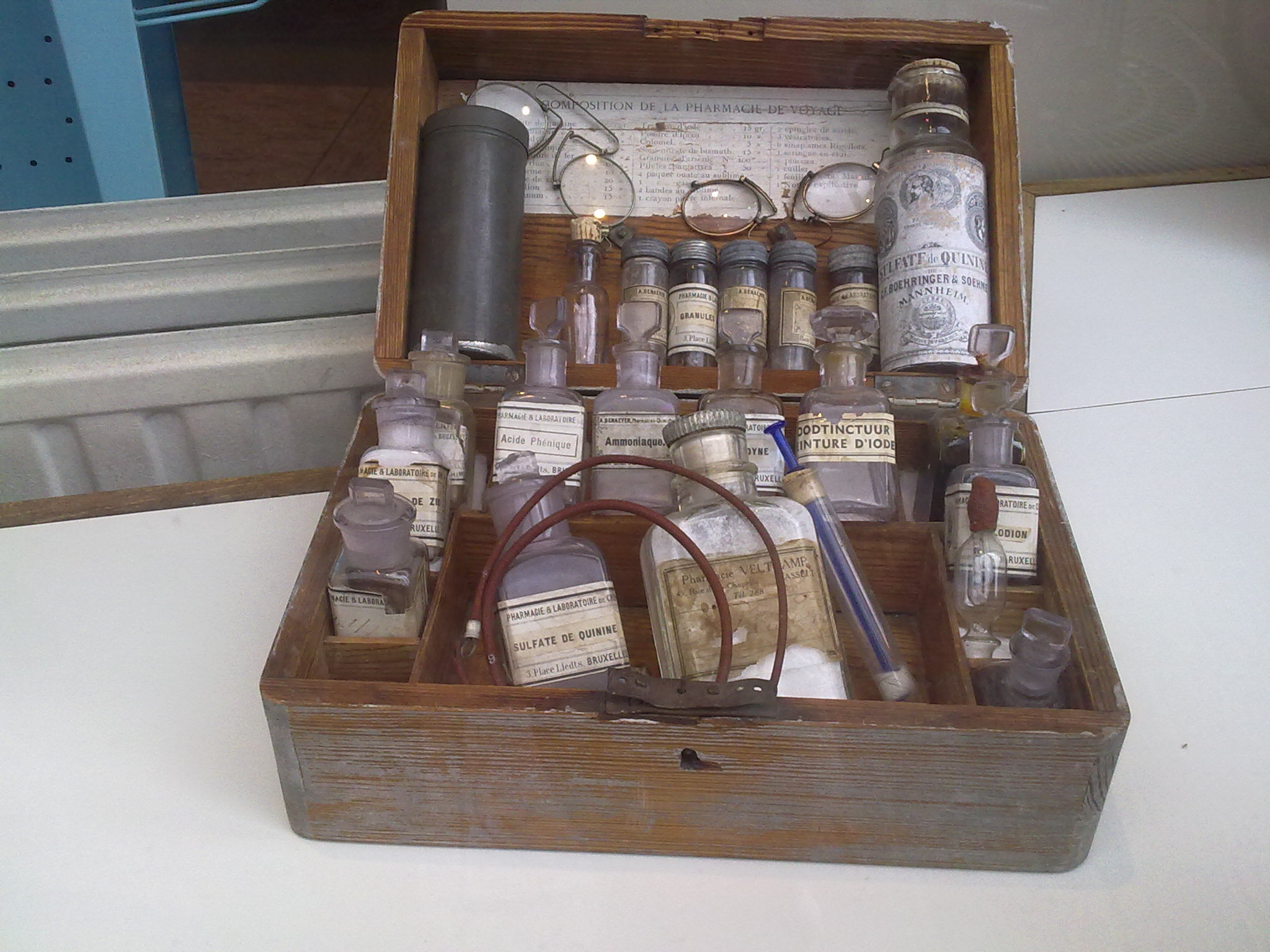
Cassetta di soccorso di viaggio inizio del XX secolo
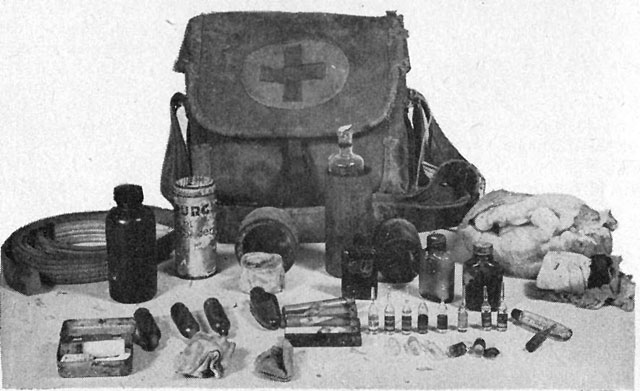
Vecchia sacca di soccorso giapponese della Seconda guerra mondiale con il contenuto esposto
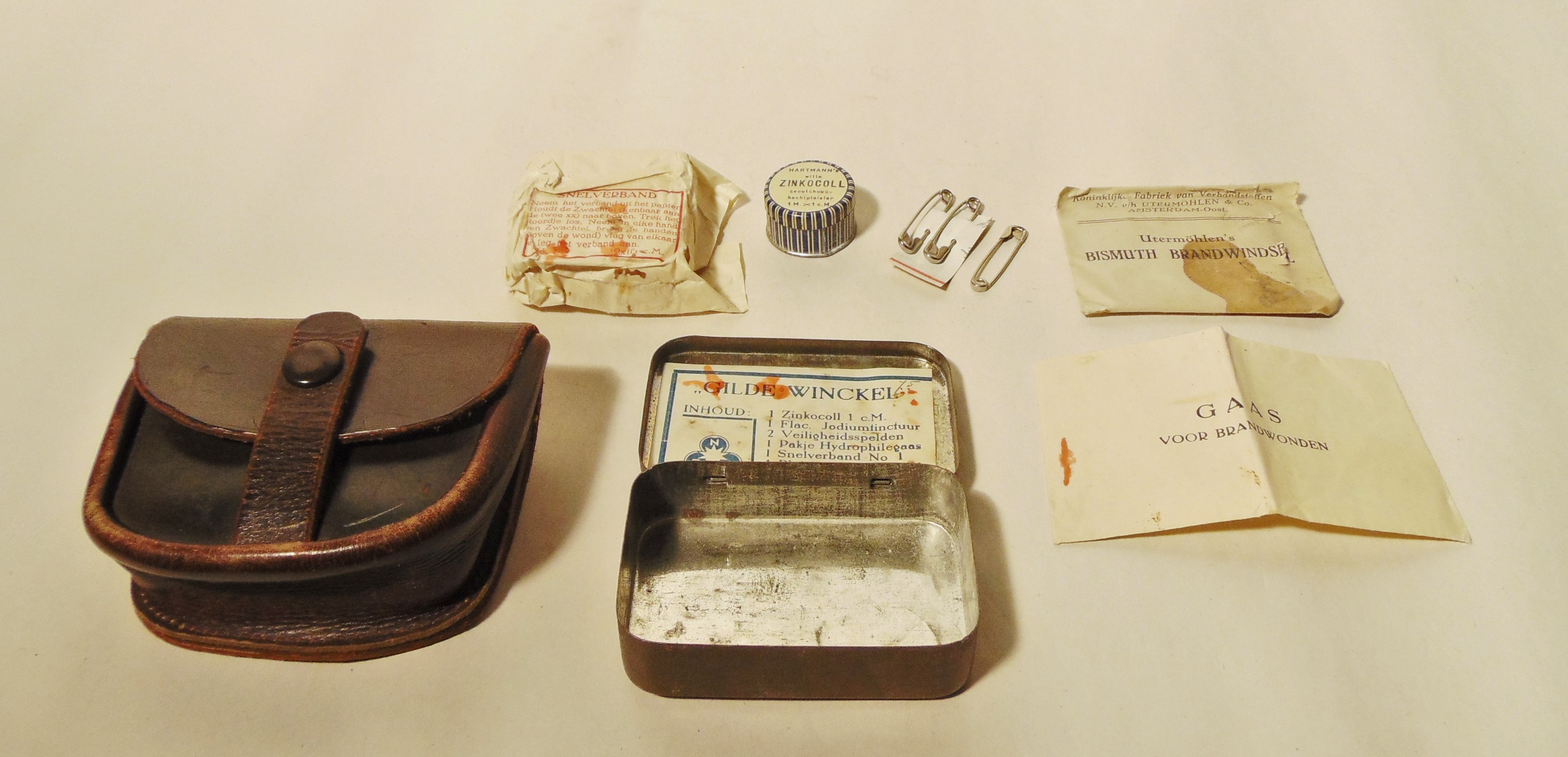
Kit di pronto soccorso del 1940 in una confezione metallica dentro una borsetta in pelle, contenente tintura di iodio, nastro adesivo, spille di sicurezza, garza e benda.